# Verdières
Verdières ist der Name einer geplanten Fusionsgemeinde im Kanton Freiburg, Schweiz. 
Sie sollte per 1. Januar 2017 aus den heutigen politischen Gemeinden Cugy (FR) (BFS-Nr. 2011), Fétigny (BFS-Nr. 2016), Ménières (BFS-Nr. 2027), Nuvilly (BFS-Nr. 2035) und Les Montets (BFS-Nr. 2050) entstehen.
Das Projekt wurde an der Urne im Juni 2015 abgelehnt, weil die Gemeinde Les Montets dagegen stimmte (alle anderen Gemeinden stimmten dafür).

## Quelle
- Amtliches Gemeindeverzeichnis der Schweiz. Angekündigte Änderungen 2015. Ausgabe vom 15. April 2015